# Carl Traugott Queisser

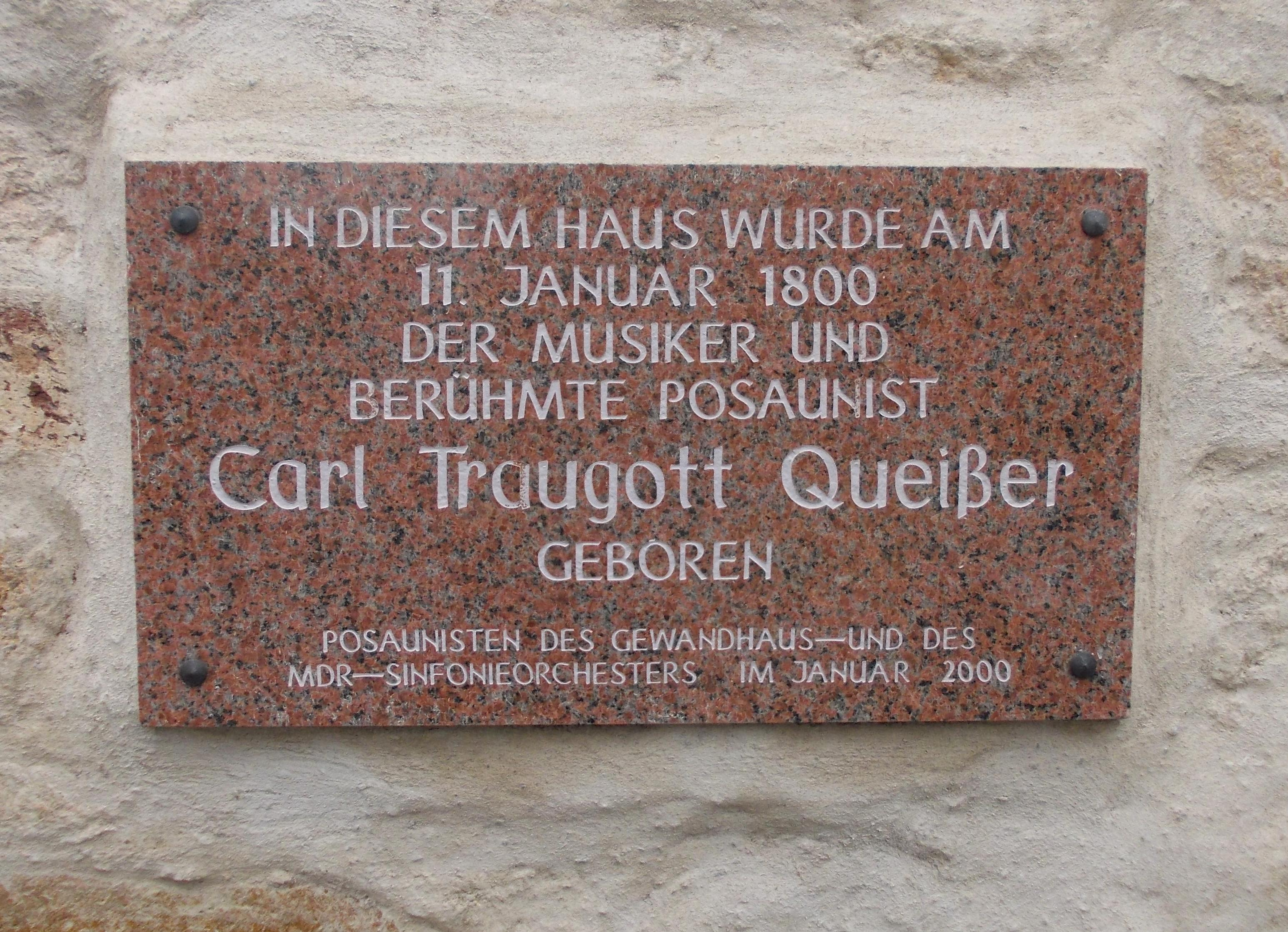
Tafel an Queissers Geburtshaus in Döben bei Grimma

Carl Traugott Queisser (* 11. Januar 1800 in Döben bei Grimma; † 12. Juni 1846 in Leipzig) war ein deutscher Posaunist und Violinist und Mitglied des Gewandhausorchesters unter Felix Mendelssohn Bartholdy.

## Leben
Carl Traugott Queisser wurde am 11. Januar 1800 im Gasthaus am Dorfplatz Döben bei Grimma als Sohn des Schlossbediensteten und Gastwirts Carl Traugott Benjamin Queisser, selbst Sohn eines Organisten und Schulmeisters, geboren, welcher regelmäßig Konzerte und Tanzveranstaltungen veranstaltete. Der junge Queisser wurde zunächst beim Stadtmusikus von Grimma in die Lehre gegeben, kam 1817 in Leipzig beim Stadtmusikus Wilhelm Leberecht Barth (10. Mai 1775–1849) „in Condition“. Daneben nahm er beim Konzertmeister Heinrich August Matthäi (1781–1835) Violinunterricht. Ab 1822 spielte er beim Gewandhausorchester Posaune und Bratsche, wurde 1824 (bis 1846) Solobratscher im Gewandhaus-Quartett, 1830 Musikdirektor der beiden Leipziger Musikchöre.

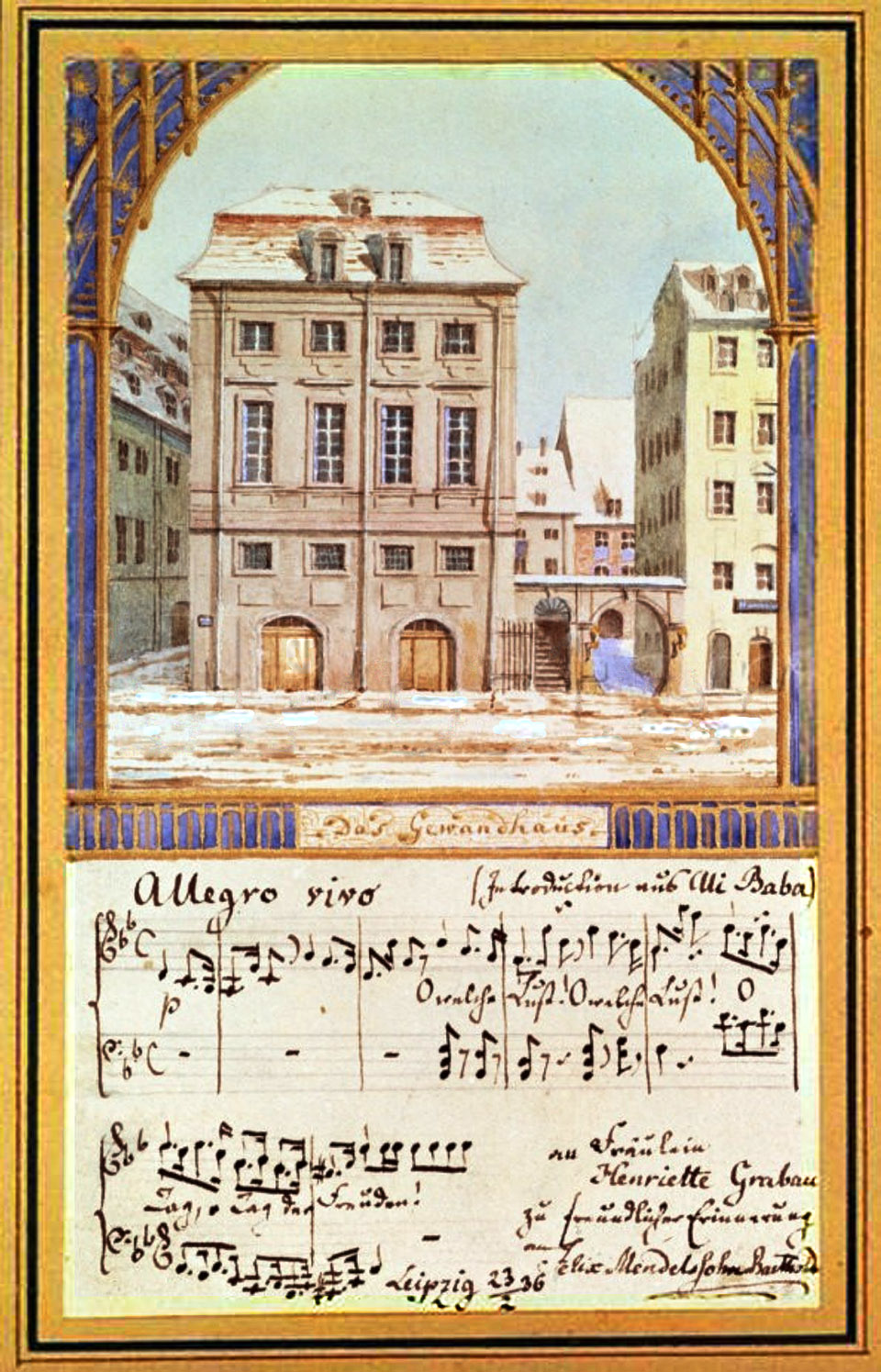
Gewandhaus Leipzig 1836, Aquarell und Widmung von F. Mendelssohn.

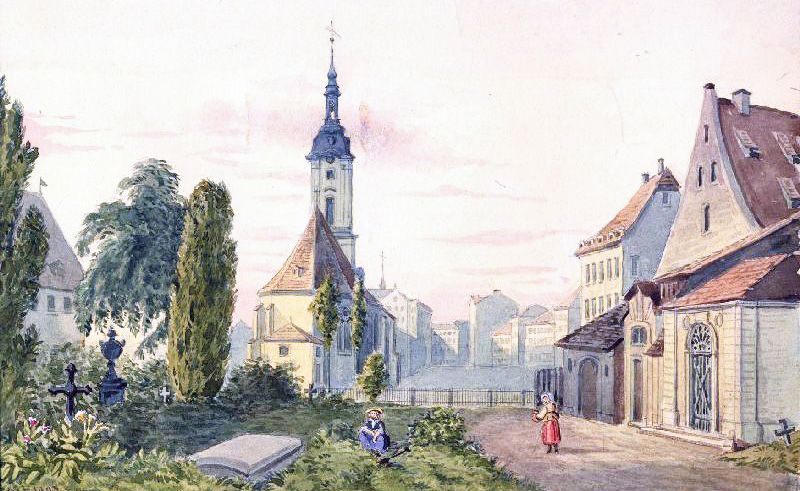
Alter Johannisfriedhof Leipzig, unbekannter Künstler, 1903

Queisser galt den Zeitgenossen als hervorragender Posaunist: Robert Schumann (1810–1856) bezeichnete ihn sogar als „Posaunengott“. Ferdinand David (1810–1873) komponierte für ihn das Posaunenkonzert in Es-Dur für Posaune und Orchester, op. 4, das Queisser im Gewandhaus uraufführte. Über seine Entwicklung als Posaunist schreibt ein Zeitzeuge: „Was aber die Posaune betrifft, so konnte er im Grunde gar keine eigentliche künstlerische Unterweisung erhalten, indem zu damaliger Zeit das Instrument, namentlich bei den Stadtmusikchören, auf einer sehr niedrigen Stufe der Entwicklung stand; man konnte ihm weiter nichts als die Accordlage der Züge zeigen, und er sah sich daher in dieser Hinsicht auf eigenes Studium hingewiesen. Zu welcher staunenswerthen Meisterschaft er es auf diesem schwierigen Instrumente gebracht, weiß die ganze Welt.“ Die Posaune war damals als Stadtpfeifer-Instrument und als Instrument in der Militärmusik zwar bekannt, aber es gab in Leipzig keine Möglichkeit, sich in diesem Fach ausbilden zu lassen. Als Soloinstrument ist die Posaune in Sachsen zunächst kaum verwendet worden, sieht man von wenigen Auftritten von Friedrich August Belcke (1795–1872) ab, der allerdings nach nur einem Jahr in Leipzig nach Berlin in die Königliche Kapelle ging.
1820, noch während seiner Zeit beim Stadtmusikus Barth, bekam Queisser eine erste Auftrittsmöglichkeit als Posaunensolist beim Gewandhausorchester. Er spielte eine Komposition von dem Gewandhausgeiger Carl Heinrich Meyer (1772–1837) mit eingearbeitetem Posaunensolo. 1829 wird er zum Mitdirektor des Musikvereins „Euterpe“ ernannt und steht diesem jungen Konkurrenzorchester des Gewandhauses zeitweilig auch als Konzertmeister vor. Neben den zahlreichen Leipziger Konzerten trat er auch deutschlandweit als Solist auf, u. a. in Hamburg, Berlin und Dresden.
Der plötzliche Tod von Carl Traugott Queisser am 12. Juni 1846 löste eine große Betroffenheit unter den Leipziger Musikfreunden aus. Als Nachruf erschien in der Allgemeinen musikalischen Zeitung ein zweispaltiger Artikel über Leben und Wirken von Queisser. Auch die auswärtige Presse, z. B. in Berlin, würdigte ihn als einen großen Virtuosen und liebenswerten Menschen. Zwei Tage später wurde er unter großer Anteilnahme auf dem Alten Johannisfriedhof beigesetzt. Seine Freunde und Bewunderer organisierten zu seinem Gedenken und zur Unterstützung seiner Hinterbliebenen mehrere Konzerte, eines davon wurde von 150 Mitwirkenden unter der Leitung von Albert Lortzing vor 4000 Zuhörern im Garten des Schützenhauses gegeben. In einem weiteren Konzert spielten Ferdinand David und Felix Mendelssohn Bartholdy die Kreutzersonate von Beethoven, um den von ihnen geschätzten Queisser zu ehren.

## Familie
Zwei Brüder Queissers, Johann Gottlieb und Friedrich Benjamin, waren ebenfalls ausbildete, bekannte Blechbläser. Er selbst heiratete 1822 Dorothea Händel, eine Enkelin des Besitzers des »Kuchengartens« in Reudnitz (Leipzig). Die Trauung fand in der Gedächtniskirche Schönefeld statt, da zur damaligen Zeit das Dorf Reudnitz keine eigene Kirche besaß. Von den sieben Kindern des Paares starben drei im Kindesalter. Um 1840 wird C. T. Queisser als Inhaber des Kuchengartens genannt, wo er gelegentlich selbst als Solist bei Musikveranstaltungen auftrat, die er regelmäßig in seinem Gasthaus organisierte. Aus unbekannten Gründen wurde das gesamte Objekt 1841/42 verkauft, und Queisser bezog in der Tauchaer Str. Nr. 4 eine Mietwohnung. Seine Witwe wird im Leipziger Adressbuch 1848 als „verw. Musik-Direktor“ bezeichnet.